# Orlando Castañeda
Orlando Castañeda Serrano es periodista, pastor y político colombiano. Fue concejal de Bogotá entre los años 2008 y 2011. En las elecciones legislativas de 2014 fue elegido Senador de la República por el Centro Democrático, en este cargo se posesionó el 20 de julio de 2014.

## Biografía
Castañeda Serrano es comunicador Social y Conferencista Internacional en la Iglesia Misión Carismática Internacional. Es padre de tres hijos y está casado con Ruth Jimena Castañeda. En el año 2007 es elegido como Concejal de Bogotá por el Partido de la U, para el período 2008 – 2011. Es autor del Acuerdo 385 de 2009, el cual permitió la creación de los bancos de provisión para el Área de Maternidad en los hospitales de la Red Pública. También es autor del Acuerdo 412 de 2009 que institucionaliza las jornadas comunitarias de limpieza ambiental local para ríos, quebradas y humedales y el Acuerdo 487 de 2011 que declaró el parque Humedal del Salitre, como zona ecológica distrital.

### Senador de la República
Para las elecciones legislativas de 2014, Castañeda formó parte de la lista cerrada al Senado de la República del movimiento político Centro Democrático, encabezada por el expresidente Álvaro Uribe; Castañeda Serrano ocupó el renglón número diez de dicha lista y resultó elegido senador para el periodo 2014-2018. Tomó posesión de su cargo el 20 de julio de 2014.

#### Proyectos de Ley
Sistema General de Regalías, La iniciativa, pretende duplicar al doble los recursos de las Regalías, a los entes territoriales, a través de una redistribución del porcentaje otorgado al Fondo de Ahorro y Estabilización, otorgado por el Acto Legislativo número 05 de 2011, al Fondo de Regalías Directas, con el fin de mitigar los daños causados al Ente Territorial, para que sean invertidos en Infraestructural Vial y Educación, Saneamiento Básico y Medio Ambiente.